# Houtdijken
Houtdijken est un hameau situé dans la commune néerlandaise de Woerden, dans la province d'Utrecht. Le 1er janvier 2007, Houtdijken comptait 50 habitants.

## Histoire
Houtdijken était le chef-lieu de la commune de Kamerik-Houtdijken.